# Västbo S:t Sigfrids församling
Västbo S:t Sigfrids församling är från 2014 en församling inom Svenska kyrkan i Gislaveds pastorat i Östbo-Västbo kontrakt av Växjö stift i sydvästra delen av Jönköpings län, Gislaveds kommun. 

## Administrativ historik
Församlingen bildades 2014 genom sammanläggning av Reftele församling, Kållerstads församling och Ås församling och utgjorde till 2016 ett eget pastorat samma som det tidigare Reftele pastorat. Församlingen ingår sedan 2016 i ett utökat Gislaveds pastorat.

## Kyrkor
- Reftele kyrka
- Kållerstads kyrka
- Ås kyrka